# 중앙대학교 사범대학 부속여자중학교
중앙대학교 사범대학 부속여자중학교는 서울특별시 동작구 흑석동 86-15에 있었던 중학교이다.

## 연혁
- 1957년 7월 18일 재단법인 삼양학원 설립인가
- 1958년 2월 4일 영신여자중학교 설립인가
- 1965년 2월 24일 학교법인 중앙문화학원 인수, 교명 변경 (중앙대학교 사범대학 부속여자중학교)
- 1997년 3월 1일 폐교 (중앙대학교 사범대학 부속중학교로 통합)